# Allium pskemense
Espèce
Statut de conservation UICN

DD : Données insuffisantes
Allium pskemense est une espèce de plantes bulbeuses de la famille des Amaryllidaceae. Originaire des régions montagneuses d'Asie centrale, notamment des montagnes du Tian Shan, cette plante est appréciée pour ses fleurs délicates et son adaptation aux conditions difficiles.

## Description
Allium pskemense pousse à partir d'un bulbe souterrain et développe de longues tiges dressées, atteignant généralement entre 30 et 50 cm de hauteur. Au sommet de ces tiges, on trouve des inflorescences sphériques composées de petites fleurs blanc verdâtre à blanc crème. Ces fleurs sont souvent décrites comme étant parfumées, ajoutant une note agréable à leur attrait esthétique.

## Habitat
L'espèce prospère dans les habitats alpins, les prairies de montagne et les pentes herbeuses, à des altitudes allant généralement de 1 500 à 3 000 m. Elle est adaptée à des climats frais et préfère les expositions ensoleillées.

## Médicinal
Il convient de noter que les propriétés spécifiques d’Allium pskemense n'ont pas été largement étudiées. Cependant, certaines espèces du genre Allium sont connues pour leurs propriétés antibactériennes, antifongiques et antioxydantes, ce qui suscite un intérêt potentiel pour des applications médicinales.

## Systématique
Le nom correct complet (avec auteur) de ce taxon est Allium pskemense B.Fedtsch..